# Ferenc Puskás
Ferenc Puskás (ˈfɛrɛnt͡s ˈpuʃkaːʃ; Budapest, 2 d'abril de 1927 – ibidem, 17 de novembre de 2006), nascut Ferenc Purczeld Bíró, fou un futbolista i entrenador hongarès-espanyol, que va destacar al Budapest Honvéd FC i al Reial Madrid. Hom el recorda com un dels màxims golejadors de tots els temps.
Considerat com un dels millors futbolistes de la història segons la UEFA i la FIFA -el màxim organisme futbolístic-, va ser internacional per dos països, circumstància permesa en l'època, comptabilitzant 85 aparicions amb la selecció hongaresa -coneguda com a l'«Equip d'or» i amb la qual va guanyar la Medalla d'or en les Olimpíades de Hèlsinki de 1952 i va aconseguir el subcampionat en la Copa del Món de Suïssa 1954 -, i quatre amb la selecció espanyola després d'adoptar la nacionalitat espanyola el 1961. Segons el portal expert en estadístiques històriques de Rec.Sport.Soccer Statistics Foundation és el tercer jugador amb major nombre de gols oficials a nivell mundial amb 808 gols en 794 partits. Per la Federació Internacional d'Història i Estadística de Futbol (IFFHS) ostenta el segon lloc com a màxim golejador en els campionats de primera divisió d'Europa, amb 514 gols, cosa que seria també la segona millor marca mundial. Els seus registres li van permetre ser designat pel mateix organisme com el sisè millor jugador del segle xx.
De malnom «Cañoncito Pum» a causa del seu fort xut i els seus gols amb l'esquerra, aquesta singularitat golejadora va provocar que des de la temporada futbolística 2009-10 la FIFA atorgui el Premi Puskás en honor seu, al jugador que marqui el millor gol de la temporada.
A nivell de clubs va guanyar un total de quinze títols: cinc lligues hongareses, cinc lligues espanyoles, 1 campionat de Copa d'Espanya, 3 Copes d'Europa i una Copa Intercontinental, aconseguint a més proclamar-quatre vegades màxim golejador de la Primera Divisió espanyola.
En el moment de la seva retirada era el segon màxim golejador de la història del Reial Madrid CF -on va militar 8 temporades-, únicament superat en 65 gols pel seu excompany d'equip Alfredo Di Stéfano, sent, tots dos, integrants del recordat «Madrid de Di Stéfano» o «Madrid de les cinc Copes d'Europa», destacat per la UEFA com un dels millors equips de la història. Considerat com el millor jugador hongarès de la història, encara després de la seva mort és recordat al costat d'altres grans jugadors de país com ara Sándor Kocsis, Ferenc Bene, Zoltán Czibor, Ferenc Szusza, Ferenc Déak o Ladislao Kubala entre d'altres, i és considerat també per experts, periodistes, aficionats i exfutbolistes com un dels millors golejadors de tot el món. El seu nom és fortament lligat al de Di Stéfano, ja que ambdós van ser els estendards del club «merengue» que va canviar el curs de la història d'aquest equip fins a ser proclamat com el millor club de segle xx, gràcies sobretot a les cinc finals consecutives guanyades de la Copa d'Europa -Puskás fou partícip en les dues últimes, abans de vèncer en una tercera el 1966-, i en les quals va marcar un total de set gols, el rècord històric de la competició conjuntament amb el jugador hispanoargentí.
Després de la seva retirada esportiva el 1966 es va dedicar a la parcel·la tècnica on va entrenar 13 equips diferents en 27 temporades, i va dirigir almenys un equip de cadascuna de les confederacions continentals, essent el seu millor assoliment un subcampionat de la Copa d'Europa a l'edició de 1971 amb el Panathinaikòs contra l'Ajax d'Amsterdam de Johan Cruyff.

## Carrera esportiva

### Hongria

#### Inicis
Va néixer el 2 d'abril de 1927 a Budapest, com a Ferenc Purczeld, i es va criar a Kispest, llavors un poble a prop de la ciutat. El seu pare, d'igual nom, era un sueu del Danubi d'origen ètnic alemany, que va magiaritzar el seu cognom a Puskás el 1937 després de l'entrada de l'exèrcit alemany al país. Va començar la seva carrera com a juvenil al Kispesti Athlétikai Club, filial del Kispest Futball Club, on el seu pare, que havia jugat prèviament per al club, era entrenador.
Inicialment va fer servir el nom de Miklós Kovács per eludir les normes de l'edat mínima per signar contracte oficialment pel Kispest AC de Budapest a l'edat de dotze anys, i entre els seus companys d'equip hi havia el seu amic de la infància i també futur company de l'equip nacional József Bozsik. Va fer la seva primera aparició sènior amb el primer equip el 5 de desembre de 1943 amb setze anys en un partit contra l'equip que es va acabar proclamant campió de lliga, el Nagyváradi Atlétikai Club romanès i en el qual van caure derrotats per 3-0. Va ser allà on va rebre el sobrenom de «Öcsi» amb només 17 anys.

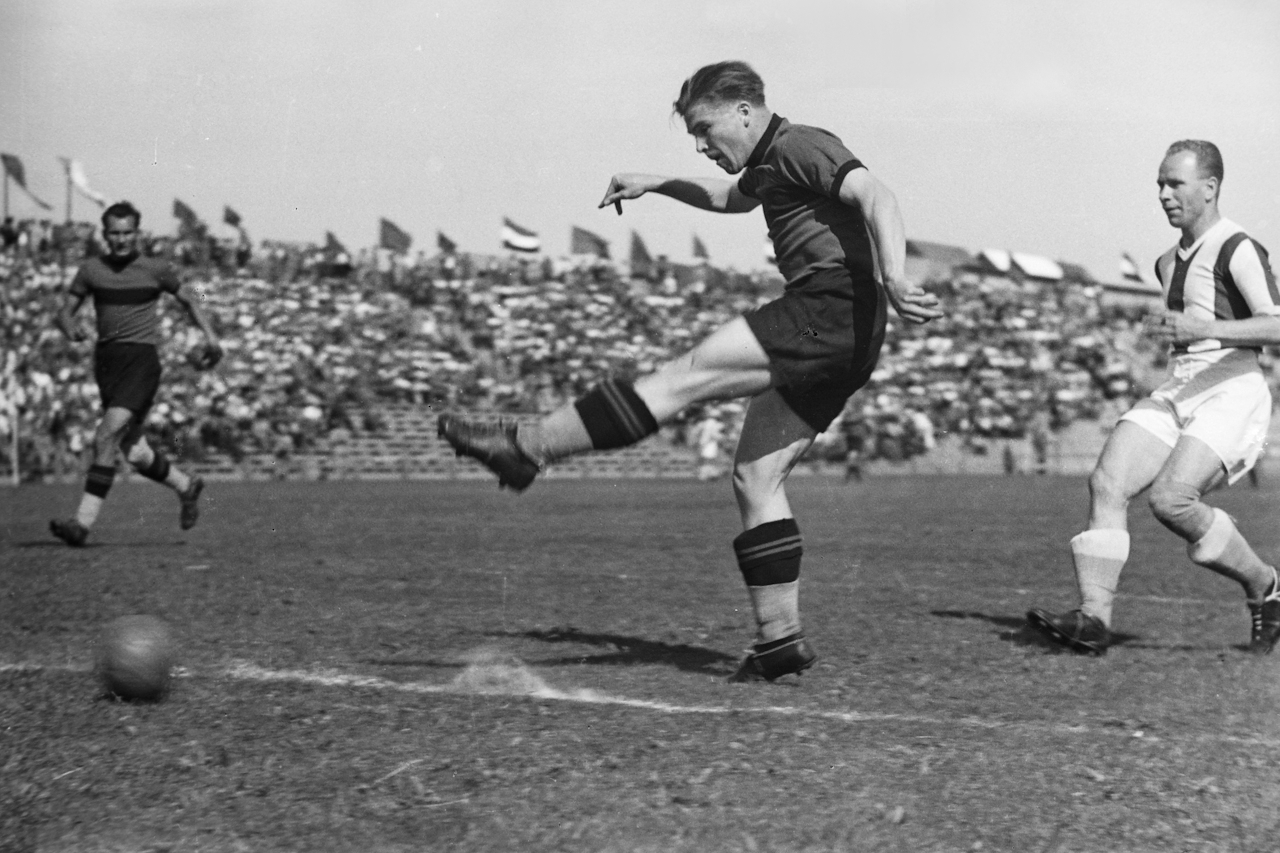
Puskás durant un partit contra l'Újpest Budapest FC el 1949.

#### Maduresa esportiva
L'equip va finalitzar en les posicions de meitat baixa de la taula fins que va acabar per explotar a la primavera de 1945. Des de llavors es va convertir en una de les millors esquadres d'Hongria. Va ser dels seus companys József Nemes i József Mészáros de qui Puskás va heretar la seva capacitat golejadora, substituint-los com al millor golejador de l'equip. No obstant això, els seus 35 gols marcats la temporada 1945-1946 van ser insuficients en comparació amb els aconseguits per les ja grans figures Ferenc Deák, autor de 66 gols, i Ferenc Szusza, de 45. Ells tres formaven part ja de la selecció hongaresa, i arribarien a formar un dels millors equips mai vistos. A l'any següent, amb vint anys, va ser la primera vegada que va estar a prop d'aconseguir el campionat. Autor de 32 gols, només superat per Deák, va portar al seu equip al subcampionat -el segon en la història de l'equip i que era fins llavors el seu millor resultat-, abans de convertir-se en el màxim golejador del campionat el 1948 amb 50 gols sota la direcció de Béla Guttmann.
Un equip en transició després que marxés l'entrenador a Itàlia no va veure arribar l'èxit fins a un any després quan fou assimilat pel Ministeri Hongarès de Defensa (hongarès: Magyar Honvédség) va ser convertit al club de l'exèrcit i va canviar la seva denominació pel nom Budapesti Honvéd Sportegyesület (Associació Esportiva de Defensa de la Pàtria de Budapest). Com a resultat d'una pràctica que es va estendre per nombrosos clubs de país, als jugadors de futbol se'ls va assignar graus militars, i amb el temps Puskás fou nomenat comandant, cosa que va suposar rebre un altre dels seus sobrenoms: «El Comandant Galopant». En la nova temporada el club va guanyar la primera lliga de la seva història i de nou Puskás va ser el màxim golejador, fets tots dos que va revalidar la temporada següent.
Com a club de l'exèrcit, el Budapesti Honvéd va fer servir el reclutament per adquirir els millors jugadors hongaresos de país, cosa que va portar a materialitzar els fitxatges de Zoltán Czibor i Sándor Kocsis, amb els quals va conformar una de les millors davanteres de club. Amb el Honvéd va aconseguir cinc títols de lliga (1950, 1952, 1954, 1955 i 1956), aconseguint ser el màxim golejador tres cops (1949-50, 1950 i 1953), sumats al títol de màxim golejador aconseguit amb el Kispest el 1947, marcant 358 gols en 349 partits. Va aconseguir a més a més el 1948 ser el màxim golejador europeu—, abans de la seva primera participació en un torneig internacional de clubs.
Quan es va inaugurar la Copa de Clubs Campions Europeus o Copa d'Europa, els hongaresos varen refusar de participar en la seva primera edició, però van competir en l'edició de 1956-1957 com a campió hongarès. Emparellat contra l'Athletic Club en la primera ronda, els hongaresos van perdre el partit d'anada per 3-2 a San Mamés, però abans que pogués disputar-se el partit de tornada va esclatar la revolució hongaresa de 1956. El conflicte, en protesta per les polítiques imposades des de la Unió Soviètica, va provocar que els jugadors decidissin no tornar a Hongria i van disposar que el partit de tornada fos a l'Estadi de Heysel de Brussel·les. Puskás va marcar el definitiu 3-3, però el seu equip va ser eliminat per 6-5 en el global de l'eliminatòria, i els jugadors hongaresos van quedar en una greu disjuntiva. Van cridar a les seves famílies de Budapest, i malgrat l'oposició de la FIFA i les autoritats del futbol hongarès van organitzar una gira de recaptació de fons per Itàlia, Portugal, Espanya i finalment el Brasil. Després de tornar a Europa, els jugadors es van separar. Alguns, incloent Bozsik, van tornar a Hongria, mentre que altres, com Czibor, Kocsis i Puskás, van trobar nous clubs on poder jugar a l'Europa occidental.

#### Emigració i sanció
Després de deixar Hongria el 1956 i no tornar, va ser jutjat pel seu grau militar en absència sota les acusacions de "traïdor a la pàtria" pel règim comunista i no va poder tornar al seu país fins al 1981.
Al mateix temps, tant l'AC Milan com la Juventus Football Club, dos dels millors clubs italians del moment, van intentar el seu fitxatge, però estava inhabilitat per la FIFA i per la UEFA per negar-se a tornar a Budapest, cosa que li va impedir de jugar a Europa durant un període de dos anys en el qual es va traslladar a Àustria, on va entrenar amb el Wiener Sport-Club, i després a Itàlia. Passada la prohibició va tractar de jugar a Itàlia, però no va ser capaç de trobar un club de màxima categoria disposat a contractar-lo ja que els administradors dels diferents equips s'hi mostraven reticents a causa de la seva ja avançada edat i el seu estat de forma. Va ser temptejat pel Manchester United Football Club per reforçar un planter devastat pel desastre aeri de Múnic el 1958, però a causa de les regles de la Football Association relatives als estrangers i el desconeixement de Puskás de l'anglès van fer que l'entrenador Jimmy Murphy no pogués complir el seu desig de contractar l'hongarès.

### Espanya

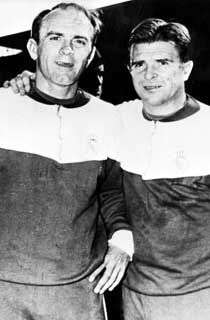
Puskás (amb Di Stéfano).

Puskás va continuar apartat dels terrenys de joc i va decidir establir-se a Espanya després de la poca sort obtinguda. Sense avenços en la seva situació excepte un altre fugaç acostament del Real Club Esportiu Espanyol, no va ser fins a l'11 d'agost de 1958, quan als 31 anys, amb força pes de més i amb la negativa a fitxar-lo del secretari tècnic de club, Josep Samitier, va signar contracte amb el Reial Madrid Club de Futbol presidit per Santiago Bernabéu, en una aposta personal del màxim mandatari que va permetre que formés part d'una de les millors davanteres de la història del club composta pel francès Raymond Kopa, l'espanyol Paco Gento i els hispanoargentins Héctor Rial i Alfredo Di Stéfano.
Poc se sabia en aquell temps a Espanya sobre el seu joc, però acabaria enlluernant formant una letal parella amb Di Stéfano, amb qui va establir una gran amistat. En aquell temps el club madrileny era la referència a Europa, havent conquerit ni més ni menys que tres Copes d'Europa consecutives, sent l'equip a batre tant a nivell estatal com continental.
Va debutar amb els blancs el 14 de setembre de 1958 amb una victòria per 1-2 davant de la Unión Deportiva Las Palmas, i el seu primer gol va arribar una setmana després en una victòria per 5-1 contra el Real Sporting de Gijón en què va marcar tres gols. Va ser el primer dels quatre hat-tricks que va marcar en el campionat per un total de 21 gols, dos menys que el seu company Di Stéfano, sent els dos màxims golejadors. Malgrat el bon rendiment mostrat, no van aconseguir quedar campions després d'un llarg duel amb el Futbol Club Barcelona de principi a fi. La dupla, va ser autora de 59 gols i nou hat-tricks, dos d'ells, un per cada jugador, es van produir en una victòria per 10-1 davant de la UD Las Palmas en una de les majors victòries en la història del campionat.
Especialista en el xut a porteria, durant la temporada 1960-61, va marcar quatre gols en un partit contra l'Elx Club de Futbol i en la temporada següent, va marcar cinc gols contra el mateix equip. Va marcar dos hat tricks més en «El Clàssic» contra el FC Barcelona el 1963, un al Santiago Bernabéu i un altre al Camp Nou. Durant vuit temporades com a madridista fins a l'edat de 39 anys, Puskás va jugar 180 partits de lliga i va marcar 156 gols, amb una mitjana de 0,87 gols per partit, i va marcar 20 o més gols durant els seus primers sis anys a Espanya - en tres d'elles més de 40-. Va guanyar el «pitxitxi» en quatre ocasions, i va ajudar el club a guanyar la Lliga cinc vegades consecutives entre 1961 i 1965, a més d'una Campionat d'Espanya de Copa el 1962 en el qual va ser l'autor dels dos gols de la victòria per 2-1 sobre el Sevilla FC.
Quant a les seves participacions a Europa, on el seu club era el campió vigent quan va arribar, va jugar 39 partits en què va marcar 35 gols. Va ser clau perquè el seu equip arribés a aconseguir novament la final de la Copa d'Europa de 1959, marcant en l'anada i en la repetició decisiva de la semifinal del «derbi madrileny» davant el Club Atlètic de Madrid -la qual va ser la primera vegada que dos clubs de la mateixa ciutat s'enfrontaven al torneig-, però malauradament no va poder comparèixer a la final a causa d'una lesió i que seus companys van acabar per guanyar. En l'edició següent va començar marcant un hat trick davant l'Association Sportive La Jeunesse d'Esch i en tots dos partits de la semifinal contra el FC Barcelona, i va classificar els madridistes per la final amb tres gols en l'eliminatòria.
A la que va ser la seva primera final de Copa d'Europa es va imposar a l'Eintracht Frankfurt Fußball al Hampden Park de Glasgow per 7-3 davant 135.000 espectadors; Puskás va marcar quatre gols i Di Stéfano en va marcar tres. Aquest partit els va valer per rebre un apel·latiu pel qual seria conegut el club des de llavors, el de «els vikings» i ser catalogats com el millor equip de món sense discussió. Aquell partit va tancar per al club madrileny la ratxa de cinc victòries consecutives a la Copa d'Europa. També va jugar com a titular, i va marcar un hat-trick, a la final de la Copa d'Europa de 1962, que el Madrid va perdre contra el SL Benfica per 3 a 5 a l'Estadi Olímpic d'Amsterdam, i que representava la segona victòria consecutiva de l'equip portuguès en la competició.

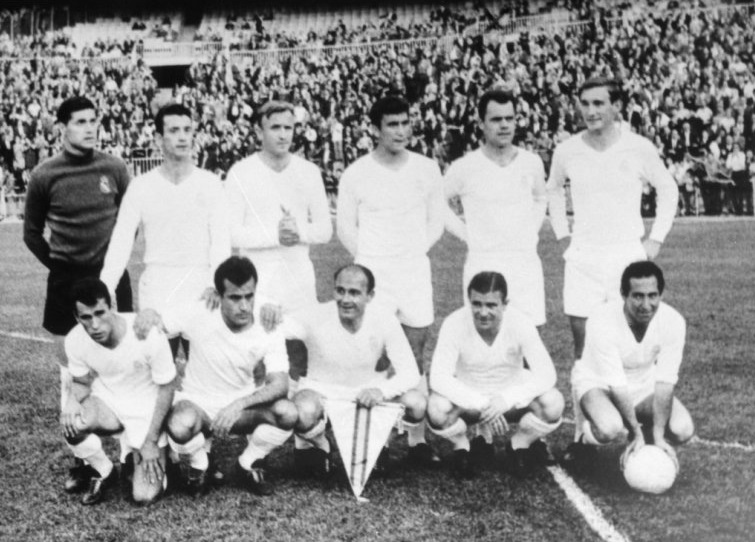
Puskás va jugar amb el Madrid 5 finals de Copa d'Europa, de les quals en va guanyar 3.

Van aconseguir una gesta que amb el pas el temps seria històrica ja que cap altre equip no ha estat capaç d'igualar-la fins al moment. Les cinc Copes d'Europa consecutives es mantenen com la millor actuació aconseguida mai per un equip en la història de la competició. A més, mercès a l'últim títol, el club va obtenir el privilegi de disputar una nova competició internacional recentment instaurada: la Copa Intercontintental. Aquest trofeu seria disputat en endavant pel campió d'Europa i el campió de Sud-amèrica (guanyador de la Copa Campions d'Amèrica, homòloga de la Copa d'Europa) per dilucidar quin era el millor equip de món. El Reial Madrid va ser-ne vencedor després de derrotar el Club Atlético Peñarol per un global de 5-1, corroborant així la seva condició de millor equip del món.
El també anomenat «Madrid de Di Stéfano» va aconseguir així un gran reconeixement internacional per part de mitjans, aficionats i equips rivals.
Durant aquest període, l'equip va aixecar dinou títols en poc més de deu anys, mentre que els seus futbolistes van ser internacionalment reconeguts amb el nou trofeu creat pel diari francès L'Équipe de la Pilota d'Or, premi al millor futbolista del món segons un jurat d'experts, copat pels jugadors blancs durant els primers anys. L'anomenat per l'afició espanyola com a «Pancho Puskás» o «Cañoncito Pum» va ser guardonat amb la Pilota de Plata el 1960.
En posteriors campanyes, va marcar tres hat tricks, inclòs un a la final de 1962 contra el Sport Lisboa e Benfica, que van perdre per 5-3; l'altra va ser contra l'Inter de Milà de Luis Suárez, Helenio Herrera i Sandro Mazzola, la primera victòria del club italià en la competició.  Aquell any el veterà equip que va sorprendre a Europa va començar a esvair-se, ja que les seves principals figures, Di Stéfano i Puskás, tenien 37 i 36 anys respectivament. Aquesta final contra els italians va ser l'últim partit com a madridista de l'hispanoargentí. No obstant això, el jugador magiar va continuar la seva estela i va marcar cinc gols en dos partits contra el Feyenoord que van ajudar el club a arribar a la final de la Copa d'Europa de 1966 -la vuitena del club en onze anys de competició- i cinquena i última de Puskás. Un equip integrat per joves espanyols com Enrique Pérez Pachín, Pedro de Felipe, Manuel Sanchis, José Martínez Pirri, Ignacio Zoco, Paco Serena, Amancio Amaro, Ramón Grosso o Manuel Velázquez; tots ells capitanejats pel veterà Paco Gento i conegut com el Madrid dels Yé-yé, va ser el primer a vèncer amb l'equip sencer format per jugadors del país d'origen de club, és a dir, tots espanyols. Puskás, de nou, no va poder disputar-la per una recaiguda d'una llarga lesió soferta en l'hivern d'aquella mateixa campanya i de la qual es va restablir a l'abril. El club va conquistar el seu sisè títol, i Puskás el seu tercer en una competició en la qual va ser màxim realitzador en dues ocasions.
Va disputar el seu últim partit amb 38 anys, el 8 de maig de 1966 deixant un balanç de 242 gols en 262 partits -a una mitjana de 0,92 per encontre- i deu títols guanyats. Aquests assoliments li van valer per ser proclamat per la FIFA i la IFFHS com el Màxim Golejador de segle xx, a més del millor futbolista hongarès de la història, el 4t millor d'Europa i el 6è millor del món.

## Internacional

### Selecció hongaresa

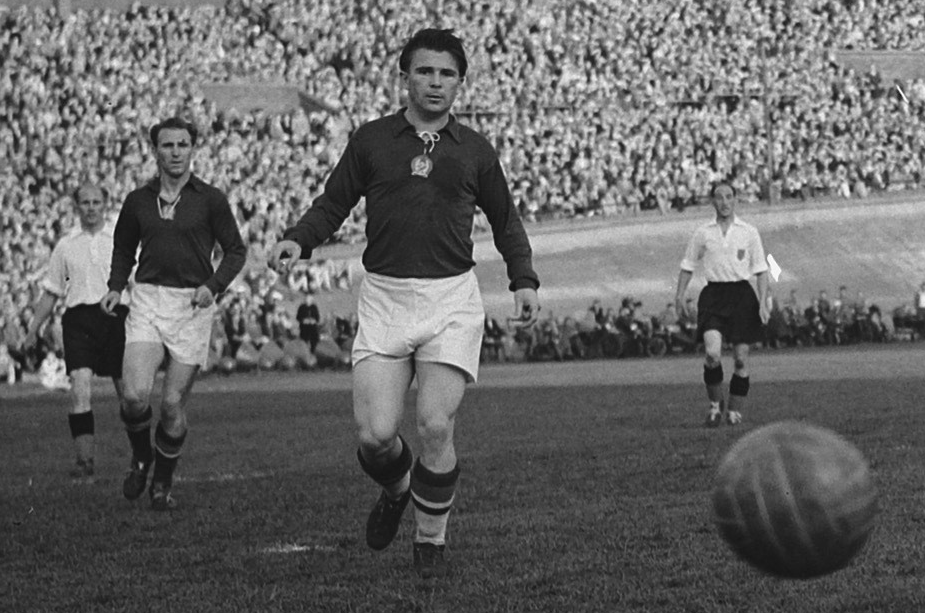
Puskás, principal figura de l«equip d'or», durant el Mundial de 1954.

Puskás va fer el seu debut amb la selecció d'Hongria el 20 d'agost de 1945 i va marcar en una victòria per 5-2 sobre Àustria. Amb la selecció hi va jugar 85 partits i va marcar 84 gols per a l'equip magiar. El seu rècord internacional va incloure dos triplets contra Àustria, un contra Luxemburg i quatre gols en una victòria per 12-0 sobre Albània. Juntament amb Zoltán Czibor, Sándor Kocsis, József Bozsik i Nándor Hidegkuti, va formar el nucli dels "Poderosos magiars" que romandria invicte durant 32 partits consecutius. Durant aquest període es van convertir en campions olímpics el 1952, superant Iugoslàvia per 2-0 a la final de Hèlsinki. Puskás va marcar quatre gols en el torneig olímpic, inclòs el primer gol a la final. També va derrotar Anglaterra dues vegades, primer amb una victòria per 6-3 a l'estadi de Wembley i després per 7-1 a Budapest. Puskás va marcar dos gols en cada partit contra Anglaterra. El 1953, també es va convertir en campió d'Europa central. Hongria va guanyar el campionat després d'acabar la part superior de la taula amb 11 punts. Puskás va acabar el torneig com a màxim golejador amb 10 gols i va marcar dos gols per a Hongria, que va reclamar el títol amb una victòria per 3-0 sobre Itàlia al Stadio Olimpico el 1953.
Puskás va marcar tres gols en els dos partits de primera ronda que Hongria disputà a la Copa Mundial de la FIFA 1954. Els Poderosos magiars van derrotar Corea del Sud 9-0 i la llavors Alemanya Occidental 8-3. En aquest últim partit, va patir una lesió al turmell després d'una entrada de Werner Liebrich, i no va tornar fins al final.
Puskás va jugar tota la final del Mundial 1954 contra Alemanya lesionat. Tot i això, va marcar el seu quart gol del torneig per posar per davant Hongria als sis minuts, i amb el segon gol del partit, obra de Czibor dos minuts més tard, semblava que els favorits abans del torneig assolirien el títol. No obstant això, els alemanys occidentals van empatar els dos gols abans de la mitja part, i a sis minuts per al final els alemanys occidentals van fer el gol de la victòria. A dos minuts de la fi del partit, Puskás va aparèixer per marcar l'empat, però el gol va ser anul·lat per fora de joc.

#### Estadístiques de Puskás als Jocs Olímpics de Hèlsinki 1952
| Partit núm. | Ronda            | Dat            | Oponent    | Minuts jugats | Marcador  | Gols de Puskás | Marcador | Minut     | Seu                        | Report. |
| ----------- | ---------------- | -------------- | ---------- | ------------- | --------- | -------------- | -------- | --------- | -------------------------- | ------- |
| 1           | Ronda preliminar | 15 juliol 1952 | Romania    | 90 min.       | 2–1 (1–0) | 0              | —        | —         | Kupittaa, Turku            | [ 36 ]  |
| 2           | 1a ronda         | 21 juliol 1952 | Itàlia     | 90 min.       | 3–0 (2–0) | 0              | —        | —         | Pallokenttä, Helsinki      | [ 37 ]  |
| 3           | Quarts           | 24 juliol 1952 | Turquia    | 90 min        | 7–1 (2–0) | 2              | 4–0 6–1  | 54' · 72' | Urheilukeskus, Kotka       | [ 38 ]  |
| 4           | Semifinals       | 28 juliol 1952 | Suècia     | 90 min        | 6–0 (3–0) | 1              | 1–0      | 1'        | Estadi Olímpic de Hèlsinki | [ 39 ]  |
| 5           | Final            | 2 agost 1952   | Iugoslàvia | 90 min        | 2–0 (0–0) | 1              | 1–0      | 70'       | Estadi Olímpic de Hèlsinki | [ 40 ]  |

#### Estadístiques de Puskás al Mundial de Suïssa 1954
| Partit núm. | Ronda           | Data          | Oponent             | Minuts jugats | Marcador                | Gols de Puskás | Marcador | Minut     | Seu                                      | Report. |
| ----------- | --------------- | ------------- | ------------------- | ------------- | ----------------------- | -------------- | -------- | --------- | ---------------------------------------- | ------- |
| 1           | Grup 2          | 17 juny 1954  | Corea del Sud       | 90 min.       | 9–0 (4–0)               | 2              | 1–0 9–0  | 12' · 89' | Hardturm Stadium, Zúric                  | [ 41 ]  |
| 2           | Grup 2          | 20 juny 1954  | Alemanya Occidental | 90 min        | 8–3 (3–1)               | 1              | 2–0      | 17'       | St. Jakob Stadium, Basel                 | [ 42 ]  |
| –           | Quarts de final | 27 juny 1954  | Brasil              | No va jugar   | 4–2 (2–1)               | 0              | –        | —         | Wankdorfstadion, Berna                   | [ 43 ]  |
| –           | Semifinals      | 30 juny 1954  | Uruguai             | No va jugar   | 4–2 (a.e.t.) (2–2, 1–0) | 0              | –        | —         | Stade Olympique de la Pontaise, Lausanne | [ 44 ]  |
| 3           | Final           | 4 juliol 1954 | Alemanya Occidental | 90 min        | 2–3 (2–2)               | 1              | 1–0      | 6'        | Wankdorfstadion, Berna                   | [ 45 ]  |

### Selecció espanyola
Després d'aconseguir la nacionalitat espanyola el 1961, Puskás va iniciar un breu pas per la selecció espanyola, amb la qual va debutar al setembre d'aquell any davant del Marroc i tres partits més, l'últim al juny de 1962 amb derrota davant Txecoslovàquia al Mundial de Xile.

## Entrenador

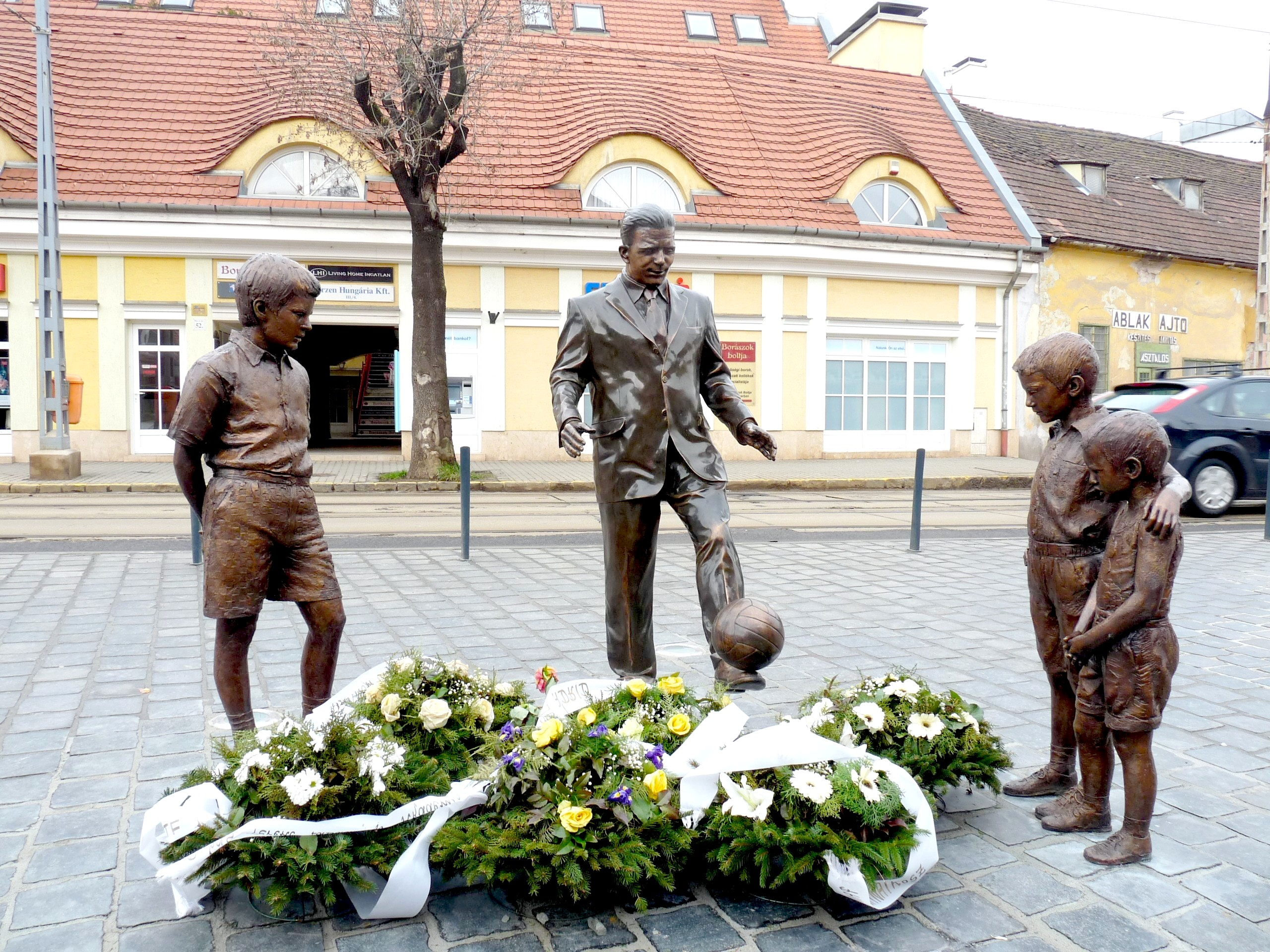
Estàtua de Ferenc Puskás a Budapest inspirada en una fotografia presa a Madrid en què el jugador estava ensenyant a fer tocs a uns nens al crrer

Després de retirar-se com a jugador, Ferenc Puskás va esdevenir entrenador. El 1971 va dirigir el Panathinaikos grec, equip al qual va conduir a la final de la Copa d'Europa, l'única vegada que un club grec ha arribat a una final europea fins a la data. A les rondes de classificació van eliminar l'Everton Football Club en quarts de final i va derrotar l'Estrella Roja de Belgrad en les semifinals. A la final, el Panathinaikos va perdre 2-0 davant l'AFC Ajax de Johan Cruyff a l'estadi de Wembley. Durant el seu període de quatre anys al Panathinaikos, Puskás va ajudar l'equip a conquerir un campionat grec el 1972. No obstant això, amb la notable excepció de la seva etapa al Panathinaikos, Puskás no va poder traslladar el seu èxit com a jugador a la seva carrera com a entrenador.
Puskás va tenir experiències a Espanya, entrenant l'Alabès (1968-1969) i el Reial Múrcia CF, on va arribar després del seu èxit amb el club hel·lè el 1975. Posteriorment va estar una temporada (1976) al Colo-Colo de Xile, la selecció de l'Aràbia Saudita i l'AEK Atenes. A l'Amèrica de Sud va dirigir també el Club Sol d'Amèrica, al qual va fer campió de la Primera Divisió del Paraguai de 1986, i el Cerro Porteño. Malgrat els seus exòtics viatges, el seu últim èxit va arribar amb el South Melbourne Hellas, amb el qual va guanyar el títol de la National Soccer League australiana el 1991.
Quan el Wolverhampton Wanderers Football Club va estrenar el seu nou estadi Molineux el 1993, Puskás va visitar l'estadi acabat d'inaugurar com a convidat d'honor per veure el partit amistós entre els Wolves i el Budapesti Honvéd, partit per batejar la nova obertura de l'estadi. Aquesta trobada va servir també per rememorar l'històric partit que van disputar en la dècada de 1950 ambdós clubs, en què l'equip hongarès, amb Puskás al capdavant, va perdre davant els anglesos per 3-2.
El 1993 la Federació Hongaresa de Futbol va anunciar la presentació del mític davanter magiar com a seleccionador nacional. Puskás va dirigir la selecció d'Hongria quatre partits, incloent una victòria per 4-2 en un amistós contra la República d'Irlanda a Dublín, on Hongria perdia per dos gols pero va vèncer finalment els irlandesos.

## Darrers anys i mort

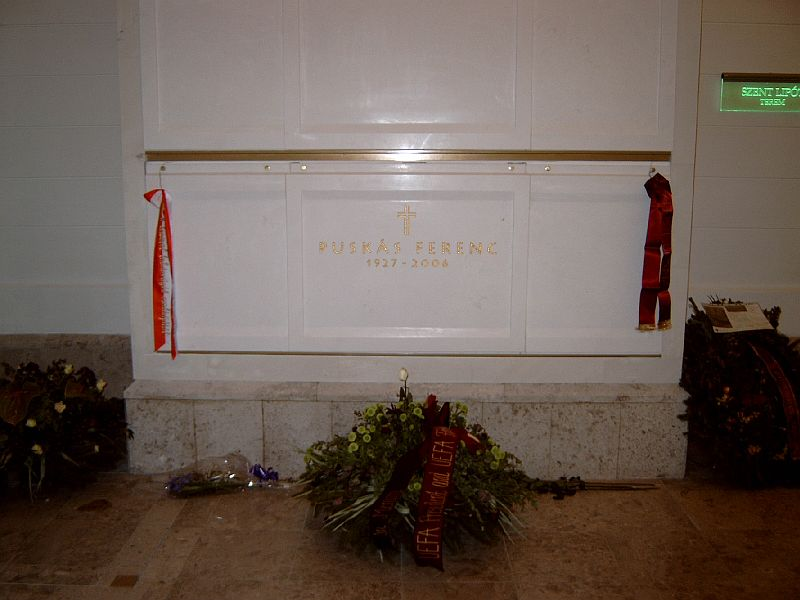
La tomba de Puskás a Budapest

Amb la caiguda del comunisme, al setembre de 1992 va fixar definitivament la seva residència a Hongria i es va incorporar a tasques tècniques de la seva selecció. Coincidint amb la seva tornada, li van ser retornats els seus galons de tinent coronel de l'Exèrcit i el desembre de 1995 va ser ascendit al grau de coronel. L'octubre de 1995 va ser proclamat màxim golejador del segle xx per la Federació Internacional d'Història i Estadística del Futbol (IFFHS), en valorar-se que havia sumat en la seva carrera 528 partits i 512 gols.
El 1997, el dia del seu aniversari número 70, va rebre un homenatge a l'Estadi Nacional hongarès, rebent del president del Comitè Olímpic Internacional (COI), Joan Antoni Samaranch, l'Ordre Olímpica. El novembre de 2003 fou nomenat Golden Player d'Hongria com el futbolista del país més destacat dels darrers 50 anys.
L'octubre de 2000 va ser hospitalitzat a Budapest per a un reconeixement general en el qual se li va detectar que patia una arterioesclerosi cerebral, de manera que va quedar internat a la clínica Kutvolgyi. Des de llavors només va abandonar l'hospital per assistir a algun homenatge. Pocs anys abans de la seva mort, i en honor seu, l'Estadi Nacional d'Hongria va canviar el seu nom al d'Estadi Ferenc Puskás.
Ferenc Puskás va morir el 17 de novembre de 2006 a Budapest a causa d'una pneumònia. A més, patia la malaltia d'Alzheimer des de l'any 2000. Tenia 79 anys, i el van sobreviure la seva muller de 57 years, Erzsébet, i la seva filla, Anikó. Fou enterrat a la cripta de la Basílica de Sant Esteve de Budapest el 9 de desembre de 2006.
L'asteroide (82.656) Puskás, descobert l'any 2001 des de l'Observatori de Calar Alto a Almeria, porta aquest nom en memòria seva.

## Palmarès

### Com a jugador

#### Club
Budapest Honvéd

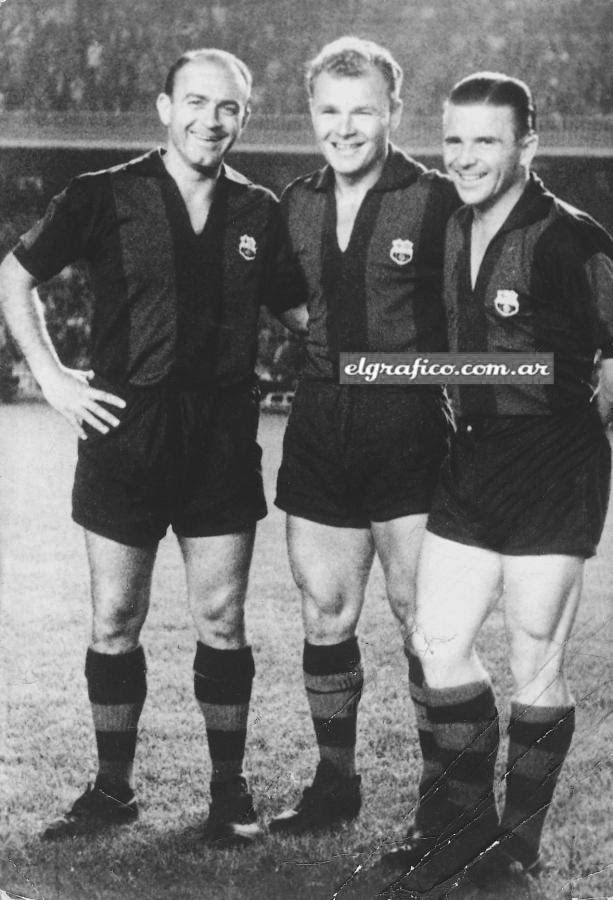
Puskás (dreta) com a convidat, conjuntament amb Alfredo Di Stéfano (esquerra), ambdós amb la samarreta del FC Barcelona, en l'homenatge a László Kubala, agost de 1961

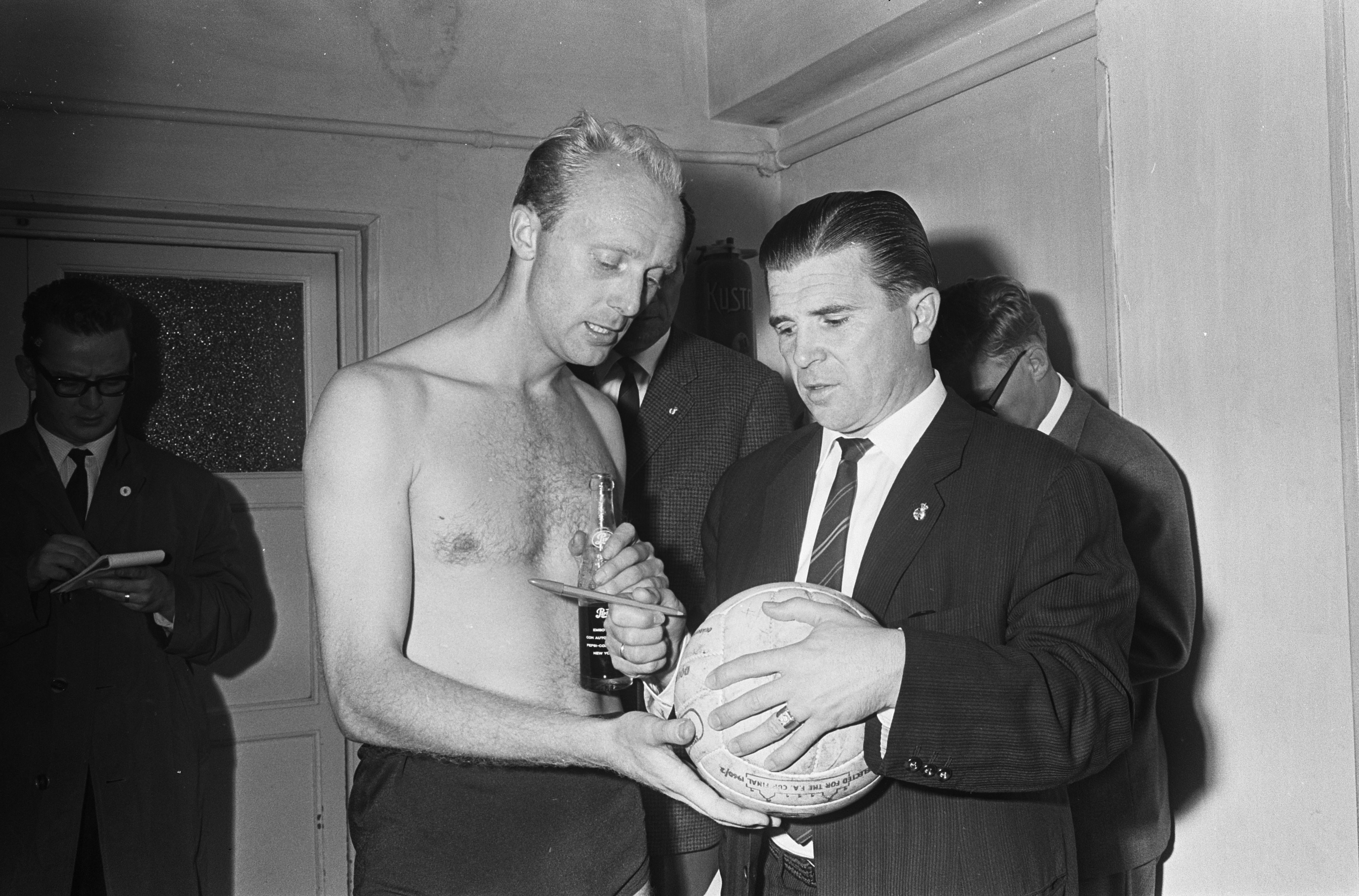
Puskás amb Piet Kruiver del Feyenoord el setembre de 1965

- Nemzeti Bajnokság I: 1949–50, 1950, 1952, 1954, 1955

Real Madrid
- La Liga: 1960–61, 1961–62, 1962–63, 1963–64, 1964–65
- Copa del Generalíssim: 1961–62
- Copa d'Europa: 1958–59, 1959–60, 1965–66
- Copa Intercontinental: 1960

#### Internacional
Hongria
- Jocs Olímpics: 1952
- Copa dels Balcans: 1947
- Copa Internacional de l'Europa Central: 1953
- Copa del Món de Futbol (finalista): 1954

#### Individual
- Ballon d'Or de plata: 1960[53]
- Futbolista de l'any de la Federació Hongaresa de Futbol: 1950[54]
- Màxim golejador de la Copa Internacional de l'Europa Central: 1954
- Màxim golejador hongarès: 1947–48, 1949–50, 1950, 1953
- Trofeu Pitxitxi: 1959–60, 1960–61, 1962–63, 1963–64
- Màxim golejador de la Copa d'Europa: 1959–60, 1963–64
- Bota d'or mundial: 1948
- Jugador de l'Any de World Soccer: 1953[55]
- World Soccer World XI: 1960, 1961, 1962, 1963[56]
- Copa del Món de Futbol 1954: Pilota d'or
- Copa del Món de Futbol de 1954: Equip de les estrelles
- Futbolista europeu del segle XX – L'Equipe
- Futbolista hongarès del segle XX – IFFHS[57]
- Màxim golejador del segle XX – IFFHS
- Membre del FIFA 100
- UUEFA Golden Player: Millor jugador hongarès dels darrers 50 anys
- Membre original del Goal Hall of Fame 2014
- Top 10 Millors futbolistes del segle XX (#7) – World Soccer
- Top 10 Millors futbolistes del segle XX (#6) – IFFHS[57]
- Top 10 Millors futbolistes europeus del segle XX (#4) – IFFHS[57]
- Golden Foot: 2006[58]
- IFFHS Legends[59]

### Com a entrenador
Panathinaikos

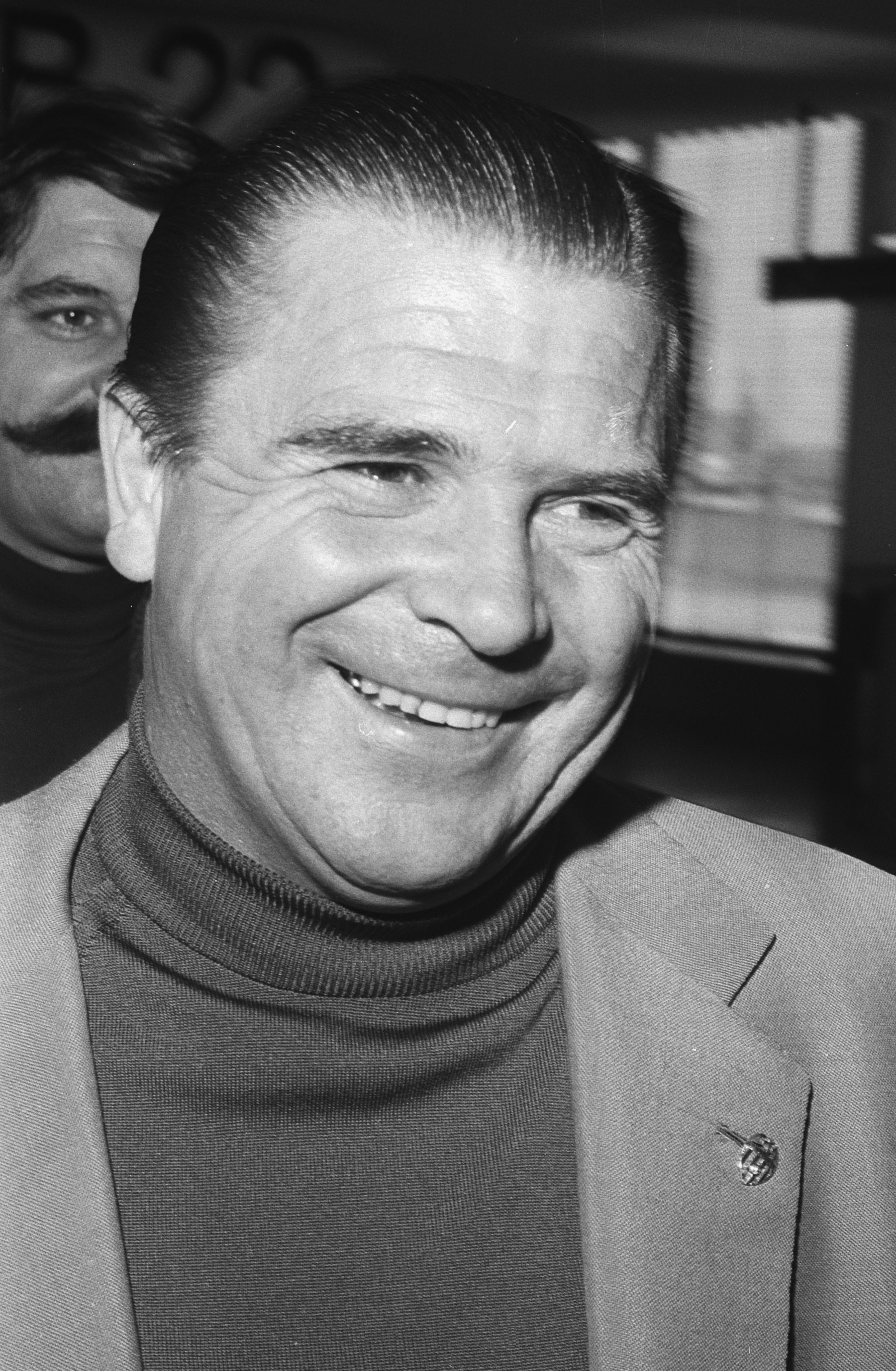
Puskás com a entrenador del Panathinaikos FC el 1971

- Superlliga grega: 1969–70, 1971–72
- Copa d'Europa (finalista): 1970–71

Sol d'América
- Lliga paraguaiana: 1986

South Melbourne Hellas
- National Soccer League: 1990–91
- NSL Cup: 1989–90
- Dockerty Cup: 1989, 1991

## Estadístiques

### Club
Font:
| Actuació  | Actuació            | Actuació            | Lliga               | Lliga               | Copes nacionals       | Copes nacionals       | Continental   | Continental   | Total   | Total |
| Temporada | Club                | Lliga               | Partits             | Gols                | Partits               | Gols                  | Partits       | Gols          | Partits | Gols  |
| Hongria   | Hongria             | Hongria             | Nemzeti Bajnokság I | Nemzeti Bajnokság I | Magyar Kupa           | Magyar Kupa           | Europa        | Europa        | Total   | Total |
| --------- | ------------------- | ------------------- | ------------------- | ------------------- | --------------------- | --------------------- | ------------- | ------------- | ------- | ----- |
| 1943–44   | Kispest             | Nemzeti Bajnokság I | 18                  | 7                   | -                     | -                     | -             | -             | 18      | 7     |
| 1944–45   | Kispest             | Nemzeti Bajnokság I | 2                   | 1                   | -                     | -                     | -             | -             | 2       | 1     |
| 1944      | Kispest             | Nemzeti Bajnokság I | 11                  | 6                   | -                     | -                     | -             | -             | 11      | 6     |
| 1945      | Kispest             | Nemzeti Bajnokság I | 20                  | 10                  | -                     | -                     | -             | -             | 20      | 10    |
| 1945–46   | Kispest             | Nemzeti Bajnokság I | 34                  | 36                  | -                     | -                     | -             | -             | 34      | 36    |
| 1946–47   | Kispest             | Nemzeti Bajnokság I | 29                  | 32                  | -                     | -                     | -             | -             | 29      | 32    |
| 1947–48   | Kispest             | Nemzeti Bajnokság I | 31                  | 50                  | -                     | -                     | -             | -             | 31      | 50    |
| 1948–49   | Kispest             | Nemzeti Bajnokság I | 28                  | 46                  | -                     | -                     | -             | -             | 28      | 46    |
| 1949–50   | Budapesti Honvéd SE | Nemzeti Bajnokság I | 30                  | 31                  | -                     | -                     | -             | -             | 30      | 31    |
| 1950      | Budapesti Honvéd SE | Nemzeti Bajnokság I | 15                  | 25                  | -                     | -                     | -             | -             | 15      | 25    |
| 1951      | Budapesti Honvéd SE | Nemzeti Bajnokság I | 21                  | 21                  | 2                     | 4                     | -             | -             | 23      | 25    |
| 1952      | Budapesti Honvéd SE | Nemzeti Bajnokság I | 26                  | 22                  | -                     | -                     | -             | -             | 26      | 22    |
| 1953      | Budapesti Honvéd SE | Nemzeti Bajnokság I | 26                  | 27                  | 3                     | 12                    | -             | -             | 29      | 39    |
| 1954      | Budapesti Honvéd SE | Nemzeti Bajnokság I | 20                  | 21                  | -                     | -                     | -             | -             | 20      | 21    |
| 1955      | Budapesti Honvéd SE | Nemzeti Bajnokság I | 26                  | 18                  | 6                     | 4                     | 4             | 4             | 36      | 25    |
| 1956      | Budapesti Honvéd SE | Nemzeti Bajnokság I | 13                  | 5                   | -                     | -                     | 2             | 1             | 15      | 6     |
| Espanya   | Espanya             | Espanya             | Lliga               | Lliga               | Copa del Generalíssim | Copa del Generalíssim | Copa d'Europa | Copa d'Europa | Total   | Total |
| 1958–59   | Reial Madrid CF     | La Liga             | 24                  | 21                  | 5                     | 2                     | 5             | 2             | 34      | 25    |
| 1959–60   | Reial Madrid CF     | La Liga             | 24                  | 25                  | 5                     | 10                    | 7             | 12            | 36      | 47    |
| 1960–61   | Reial Madrid CF     | La Liga             | 28                  | 28                  | 9                     | 14                    | 4             | 2             | 41      | 44    |
| 1961–62   | Reial Madrid CF     | La Liga             | 23                  | 20                  | 8                     | 13                    | 9             | 7             | 40      | 40    |
| 1962–63   | Reial Madrid CF     | La Liga             | 30                  | 26                  | 7                     | 5                     | 2             | 0             | 39      | 31    |
| 1963–64   | Reial Madrid CF     | La Liga             | 25                  | 21                  | 0                     | 0                     | 8             | 7             | 33      | 28    |
| 1964–65   | Reial Madrid CF     | La Liga             | 18                  | 11                  | 4                     | 4                     | 3             | 2             | 25      | 17    |
| 1965–66   | Reial Madrid CF     | La Liga             | 8                   | 4                   | 3                     | 1                     | 3             | 5             | 14      | 10    |
| País      | Hongria             | Hongria             | 350                 | 358                 | 11                    | 20                    | 6             | 5             | 367     | 383   |
| País      | Espanya             | Espanya             | 180                 | 156                 | 41                    | 49                    | 41            | 37            | 262     | 242   |
| Total     | Total               | Total               | 530                 | 514                 | 52                    | 69                    | 47            | 42            | 629     | 625   |

### Internacional
Font:
| Hongria | Hongria | Hongria |
| Any     | Partits | Gols    |
| ------- | ------- | ------- |
| 1945    | 2       | 3       |
| 1946    | 3       | 3       |
| 1947    | 5       | 5       |
| 1948    | 6       | 7       |
| 1949    | 8       | 11      |
| 1950    | 6       | 12      |
| 1951    | 3       | 4       |
| 1952    | 12      | 10      |
| 1953    | 7       | 6       |
| 1954    | 11      | 8       |
| 1955    | 12      | 10      |
| 1956    | 9       | 4       |
| Total   | 85      | 84      |

| Espanya | Espanya | Espanya |
| Any     | Partits | Gols    |
| ------- | ------- | ------- |
| 1961    | 1       | 0       |
| 1962    | 3       | 0       |
| Total   | 4       | 0       |

### Internacionalitats amb Espanya
| Data             | Seu                                  | Rival          | Marcador | Competició                     |
| ---------------- | ------------------------------------ | -------------- | -------- | ------------------------------ |
| 12 novembre 1961 | Casablanca, Casablanca, Marroc       | Marroc         | 1–0      | Classificació pel Mundial 1962 |
| 31 maig 1962     | Estadi Sausalito, Viña del Mar, Xile | Txecoslovàquia | 0–1      | Mundial 1962                   |
| 3 juny 1962      | Estadi Sausalito, Viña del Mar, Xile | Mèxic          | 1–0      | Mundial 1962                   |
| 6 juny 1962      | Estadi Sausalito, Viña del Mar, Xile | Brasil         | 1–2      | Mundial 1962                   |